# Sylvie Bernier
Sylvie Bernier (n. 31 ianuarie 1964, Québec, provincia Québec, Canada) este o săritoare în apă ce a reprezentat Canada, medaliată olimpică. A participat la o ediție a Jocurilor Olimpice (1984) în care a câștigat o medalie de aur.

## Participări
Lista de mai jos prezintă principalele competiții la care a participat Sylvie Bernier de-a lungul carierei.
- diving at the 1984 Summer Olympics – women's 3 metre springboard[*]